# 朱永佑
朱永佑（？—1651年），字爰启，號聞玄。明末忠臣。直隸闵行（今上海市）人。

## 生平
天啓四年（1624年）甲子科順天鄉試第六名舉人，崇祯七年（1634年）甲戌科进士。八年授刑部广东司主事，十年改吏部文选司主事，十二年给假，因事罢归。明亡，先事唐王，后至舟山。南明永曆五年（清順治八年，1651年），清军破城，朱永佑被执，甘愿为僧而不许，被杀。《明史》有传。

## 家族
曾祖朱桂；祖朱宝，廪生；父朱应旂，生员。